# Pieces of a Woman: Music from the Netflix Film
Die Musik für Pieces of a Woman, ein Filmdrama von Kornél Mundruczó, wurde von Howard Shore komponiert. Das Soundtrack-Album wurde am 8. Januar 2021 von Decca Records veröffentlicht.

## Entstehung

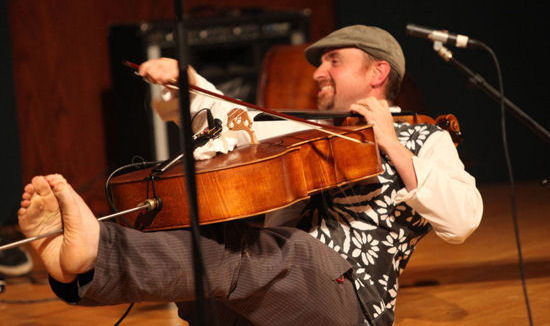
Komponist, Pianist und Cellist Dave Eggar spielte das letzte Stück auf dem Album mit dem Titel Home

Die Musik für Pieces of a Woman, ein Filmdrama von Kornél Mundruczó über eine Frau, deren Kind bei einer Hausgeburt ums Leben kommt, komponierte der Oscar-Preisträger Howard Shore.
Shore arbeite für die Aufnahme mit verschiedenen internationalen Musikern zusammen. Der aus Berlin stammende Pianist Holger Groschopp erhielt seine Ausbildung an der Hochschule der Künste bei Georg Sava. Ein Klaviersolo wurde von Maximilien Werner gespielt. Für Waltz in F Major haben sich der deutsche Jazzmusiker Bene Aperdannier und der Pianist Wolfgang Köhler, Professor für Jazz an der Hochschule für Musik Hanns Eisler in Berlin, zusammengetan. Das letzte Stück auf dem Album mit dem Titel Home spielte der US-amerikanische Komponist, Pianist und Cellist Dave Eggar ein.

## Veröffentlichung
Das Soundtrack-Album mit insgesamt zehn Musikstücken wurde am 8. Januar 2021 von Decca Records als Download veröffentlicht. Am Tag zuvor wurde der Film in den USA in das Programm des Streamingdienstes Netflix aufgenommen.

## Titelliste
1. Ruin & Memory – Concerto for Piano and Orchestra Movement II: Largo (feat. Holger Groschopp) – 10:13
2. Motherhood (feat. Holger Groschopp) – 2:47
3. Family (feat. Maximilien Werner) – 1:38
4. The Nursery (feat. Holger Groschopp) – 3:00
5. Yvette (feat. Holger Groschopp & Maximilien Werner) – 2:19
6. Mystic River (feat. Holger Groschopp) – 1:16
7. Elizabeth (feat. Holger Groschopp) – 1:30
8. Waltz in F Major (feat. Wolfgang Köhler & Bene Aperdannier) – 2:11
9. Pieces of a Woman – 1:41
10. Home (feat. Dave Eggar) – 3:28

## Auszeichnungen
Hollywood Music in Media Awards 2021
- Nominierung für die Beste Filmmusik – Spielfilm (Howard Shore)[5]